# Međugorje
Međugorje (pronuncia serbocroata [ˈmɛdʑu.ɡɔːrjɛ]; in cirillico serbo Међугорjе; erroneamente diffusa in italiano la lettura Megiugòri /me.d͡ʒuˈɡɔ.ri/), scritto anche Medjugorje in assenza del carattere đ, è una piccola località del comune di Čitluk, oggi parte del cantone dell'Erzegovina-Narenta, della Federazione di Bosnia ed Erzegovina, in Bosnia ed Erzegovina. La città è situata nella regione storico-geografica dell'Erzegovina.

## Origini del nome
Il termine Međugorje è un nome scomponibile in među e gorje, ovvero "in mezzo ai monti": infatti il paese è situato alla base di due colline, il Križevac e il Podbrdo. 

## Geografia fisica
Il paese si trova a un'altitudine di circa 200 metri sopra il livello del mare ed è circondato da colline di modesta altitudine. Il clima è temperato caldo, con inverni moderatamente freddi ed estati calde.

## Popolazione
I suoi cittadini sono prevalentemente di etnia croata e la religione professata dagli abitanti è quella cattolica. La parrocchia di Međugorje, retta dai religiosi dell'Ordine dei frati minori, ha competenza anche per i villaggi di Bijakovići, Vionica, Miletina e Šurmanci.

## Storia

### Età moderna
A est del paese, nella valle del Narenta, è sito sin dal 1566 il monastero serbo-ortodosso di Žitomislić. Una lapide del Medioevo è presente nel cimitero cattolico Groblje Srebrenica nel centro di Miletina. Sempre a Miletina sono stati rinvenuti dei resti di epoca romana.

### Età contemporanea
Nel 1882 fu costruita la linea ferroviaria tra Mostar e la costa adriatica della Dalmazia, con una stazione nel borgo di Šurmanci.
La parrocchia cattolica di San Giacomo fu eretta nel 1892 dal vescovo di Mostar, Paškal Buconjić. La chiesa parrocchiale si deteriorò ben presto e dopo la prima guerra mondiale si iniziò la costruzione di un nuovo edificio sacro: il progetto, molto criticato allora perché risultava un'opera faraonica per un villaggio come Međugorje con poco più di cento abitanti, fu completato con la consacrazione della chiesa nel 1969. 
In occasione del giubileo della redenzione del 1933, il parroco coinvolse la comunità nella costruzione di una croce in cemento alta ben dodici metri su una delle colline vicine all'abitato, chiamata Šipovac. L'opera fu completata nel 1934: da allora il monte viene chiamato Križevac, cioè Monte della Croce. Più recentemente il percorso che sale verso la croce è stato ornato da sedici bassorilievi bronzei: il primo raffigura la preghiera di Gesù nel Getsemani, seguono le quattordici stazioni della Via Crucis, infine la raffigurazione della resurrezione di Gesù. 

#### Durante le guerre jugoslave

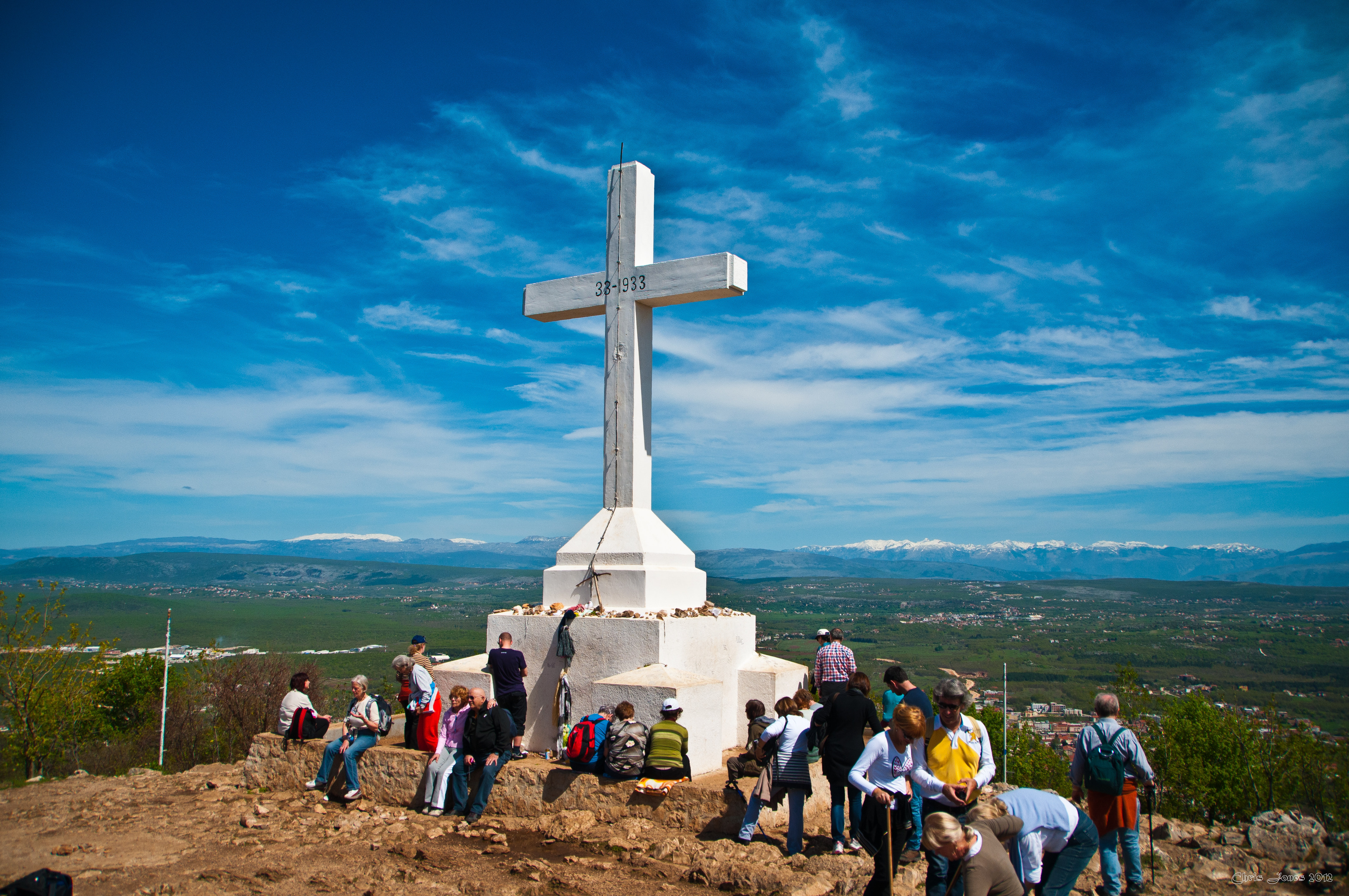
Il monte Križevac (o della Croce)

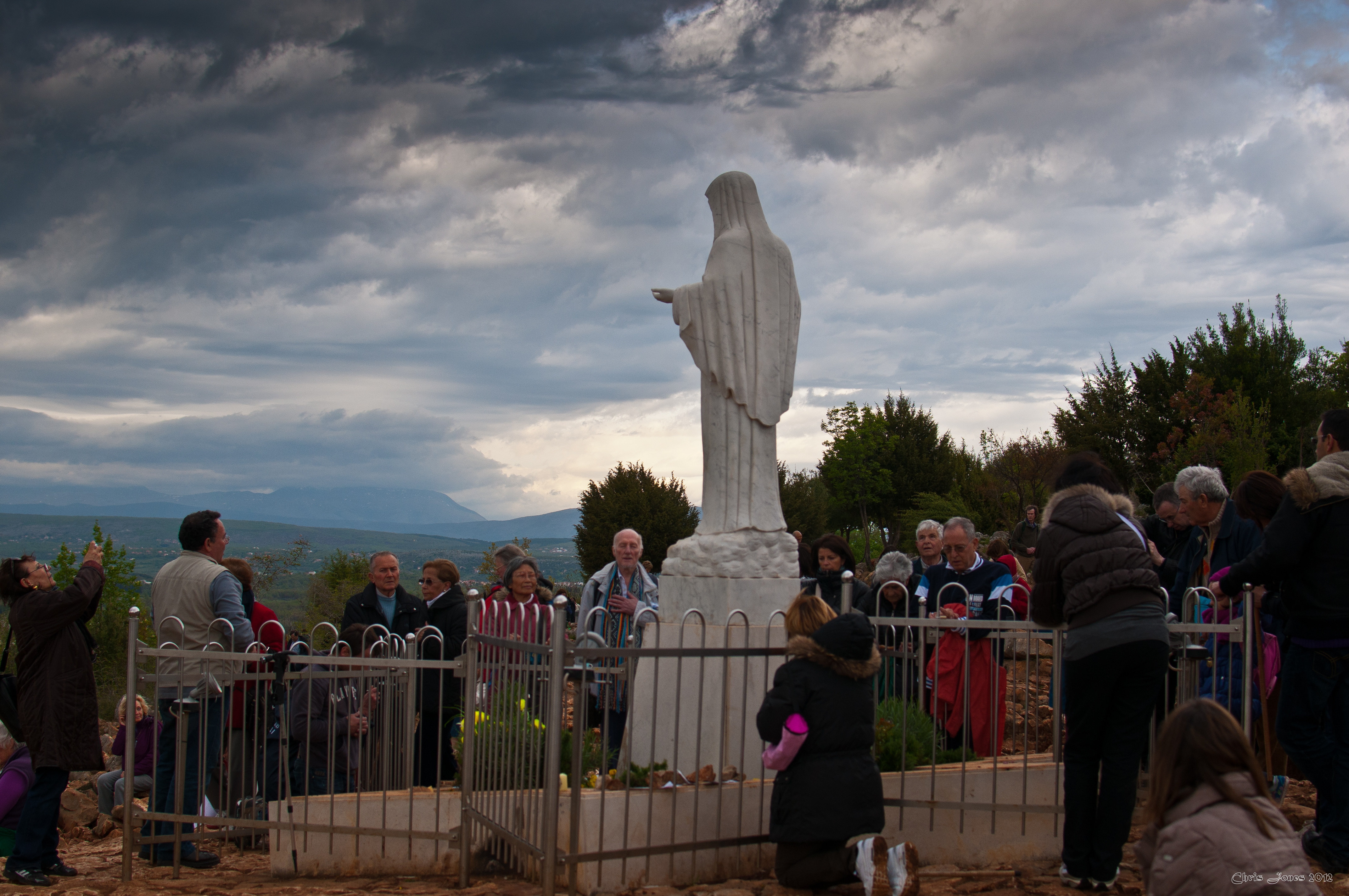
Il monte Podbrdo (o collina delle apparizioni della Vergine Maria)

Durante le guerre jugoslave Međugorje non ebbe alcun decesso, essendo stato l'intero paese preservato dalla guerra grazie alla presenza di una nube costante, che impedì lo sgancio delle bombe sulla comunità cittadina, come testimoniò un pilota aeronautico al termine delle guerra stessa.
Međugorje rimase nelle mani del consiglio di difesa croato e nel 1993 diventò parte della non riconosciuta Repubblica Croata dell'Herceg-Bosna. Con l'accordo di Dayton nel 1995, Međugorje fu accorpata alla Federazione di Bosnia ed Erzegovina, popolata sia da bosniaci sia da croati.
Il 2 aprile 1995 all'apice del conflitto con la diocesi locale, il vescovo Ratko Perić fu rapito dai miliziani serbi, percosso e portato alla cappella dove fu tenuto in ostaggio per dieci ore. Grazie all'aiuto della Forza di protezione delle Nazioni Unite, il maggiore di Mostar riuscì a liberare il vescovo senza spargimenti di sangue.

#### Sviluppo dopo la guerra
Dopo la fine della guerra, truppe dell'ONU furono stanziate nell'ovest della Erzegovina. Gli sforzi del politico Ante Jelavić di creare un'entità croata furono inutili, e Međugorje rimase parte della Federazione di Bosnia ed Erzegovina.
Il piccolo borgo ebbe un leggero boom economico nel corso degli ultimi 40 anni; in pochi anni furono costruiti diversi alberghi per far fronte al crescente numero di pellegrini. Infatti il villaggio di Međugorje è visitato ogni anno da più di un milione di pellegrini da tutto il mondo che ivi si recano per visitare i luoghi delle apparizioni mariane.

## Le presunte apparizioni mariane

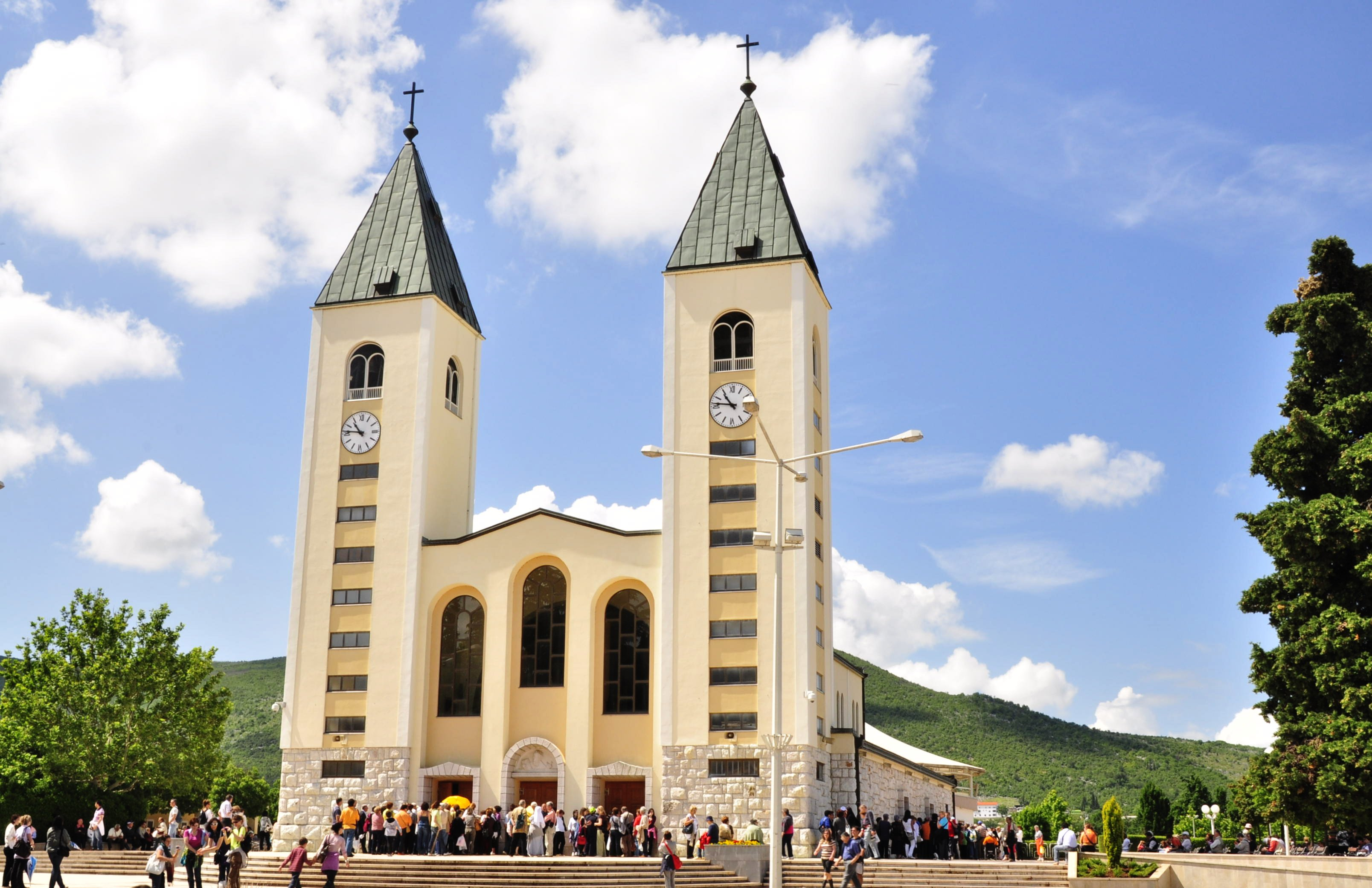
La facciata della chiesa di San Giacomo a Međugorje

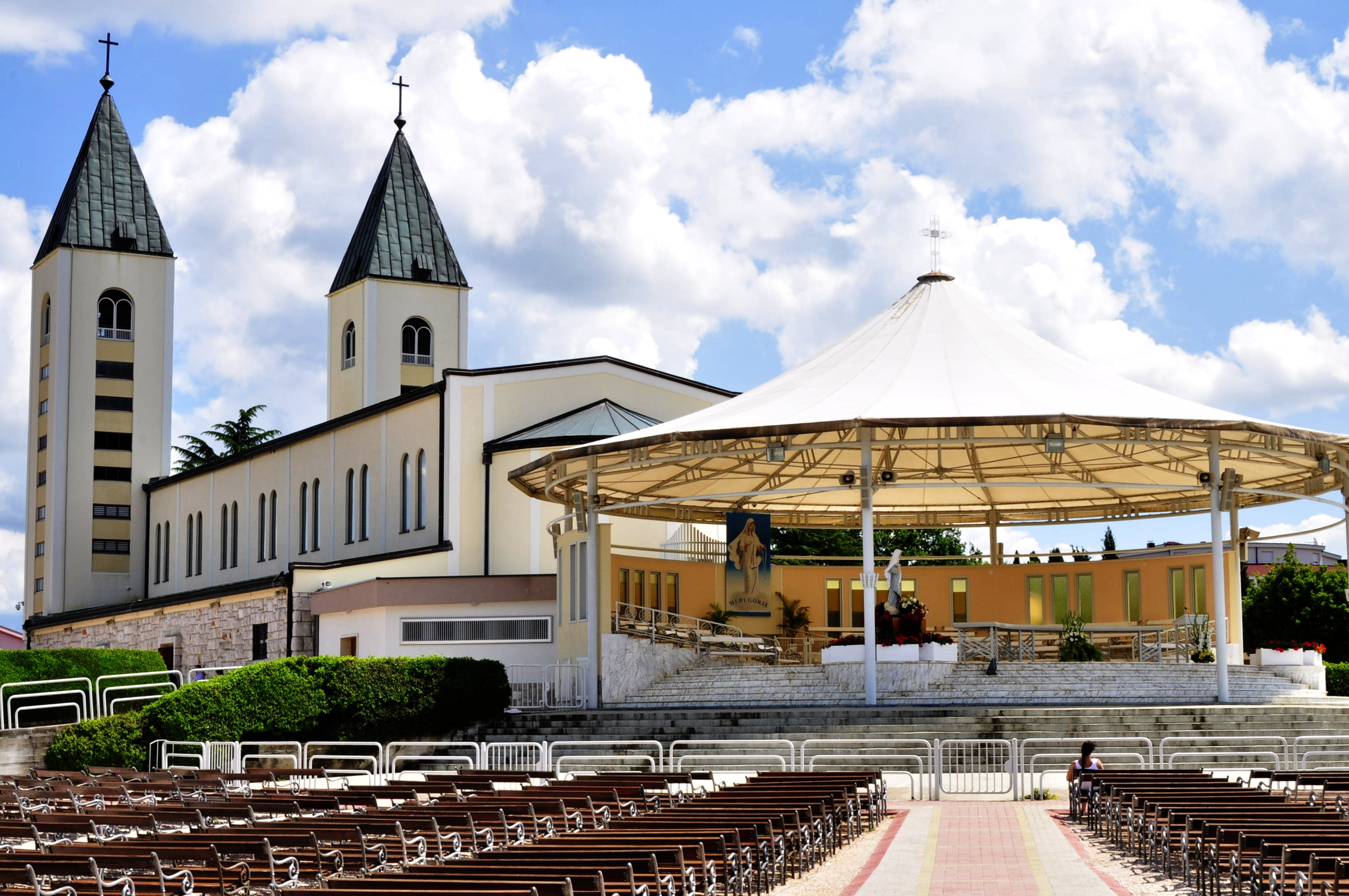
Il retro della chiesa di San Giacomo a Međugorje

La località di Međugorje ha ottenuto visibilità mondiale a partire dal 24 giugno 1981, quando alcuni ragazzi residenti nel posto (Vicka Ivanković, Mirijana Dragičević, Marija Pavlović, Ivan Dragičević, Ivanka Ivanković e Jakov Čolo, di età allora compresa tra 10 e 16 anni) iniziarono ad affermare di vedere ciclicamente delle apparizioni della Vergine Maria sulla collina del Podbrdo. Si sarebbe presentata loro con il titolo di "Regina della Pace" (Kraljica Mira), confidando messaggi e prescrizioni varie. Nel corso dei decenni Međugorje è così divenuta una delle più celebri mete di pellegrinaggi religiosi.
Queste presunte apparizioni sarebbero tuttora in atto.
La posizione della Chiesa cattolica su tali fatti rimane quella sintetizzata nel 2007 dal cardinale Tarcisio Bertone:
Il 10 aprile 1991 i vescovi dell'allora Jugoslavia, riuniti a Zara, emisero una dichiarazione congiunta nella quale si affermava: 
Nel marzo 2010, la Santa Sede ha formato una Commissione internazionale di inchiesta per indagare sui fatti, composta da vescovi, teologi e altri esperti, presieduta dal cardinale Camillo Ruini. Il 17 gennaio 2014, a conclusione dei lavori, svolti nel più assoluto riserbo, gli atti sono stati consegnati alla Congregazione per la dottrina della fede.
Il 9 giugno 2015 papa Francesco si è dimostrato scettico, dicendo ironicamente: 
Ai primi di febbraio 2020 sono state pubblicate nel libro Dossier Medjugorje di Saverio Gaeta le conclusioni della Commissione presieduta dal cardinale Ruini, le quali affermano la veridicità delle prime sette apparizioni e avanzano pesanti dubbi sulle successive. Nel 2017 papa Francesco ha autorizzato i pellegrinaggi a Medjugorje. Nel 2024 una Nota del Dicastero della fede ha dato parere positivo riguardo all'«esperienza spirituale» di Medjugorje e al carattere edificante dei messaggi, senza pronunciarsi sulla veridicità delle apparizioni e osservando che nei testi dei messaggi esistono anche contenuti, che «non bisogna prendere sul serio», riconducibili ai desideri dei presunti veggenti.

## Infrastrutture e trasporti

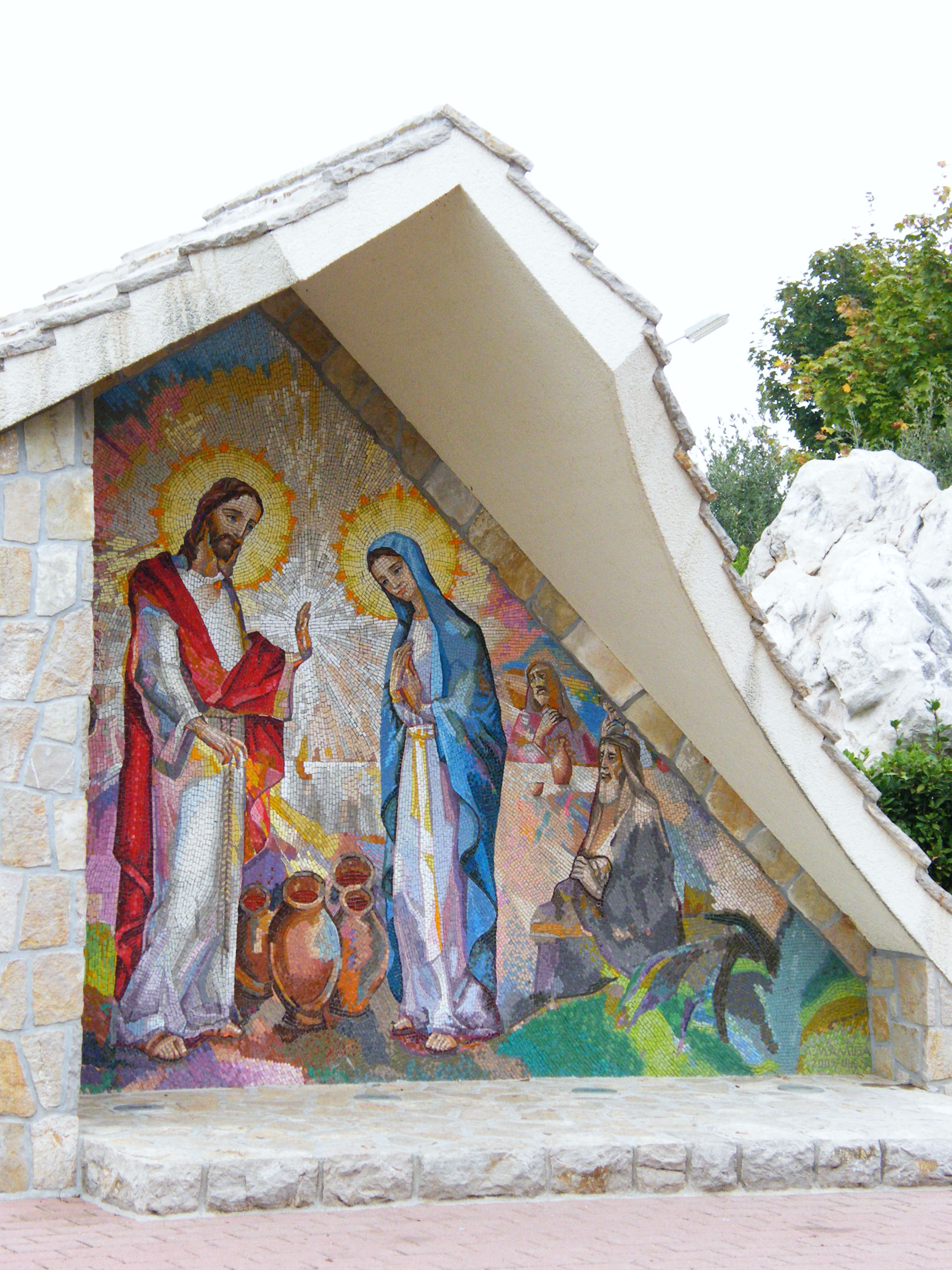
Una stazione del Rosario

L'aeroporto più vicino alla frazione è l'aeroporto internazionale di Mostar, distante circa 25 chilometri da Međugorje. Questo fu chiuso nel 1991 e riaperto a uso civile nel 1998.
La rete stradale invece fu espansa già dopo la guerra jugoslava. L'autostrada (A1) più vicina si trova a 5 km da Međugorje.
Come linea ferroviaria, il vicino centro di Neretva ha una sua stazione ferroviaria, posta lungo la linea Ploče-Sarajevo.